# Lepanthes rhodophylla
Lepanthes rhodophylla är en orkidéart som beskrevs av Rudolf Schlechter. Lepanthes rhodophylla ingår i släktet Lepanthes och familjen orkidéer. Inga underarter finns listade i Catalogue of Life.